# Chronologie de la Turquie

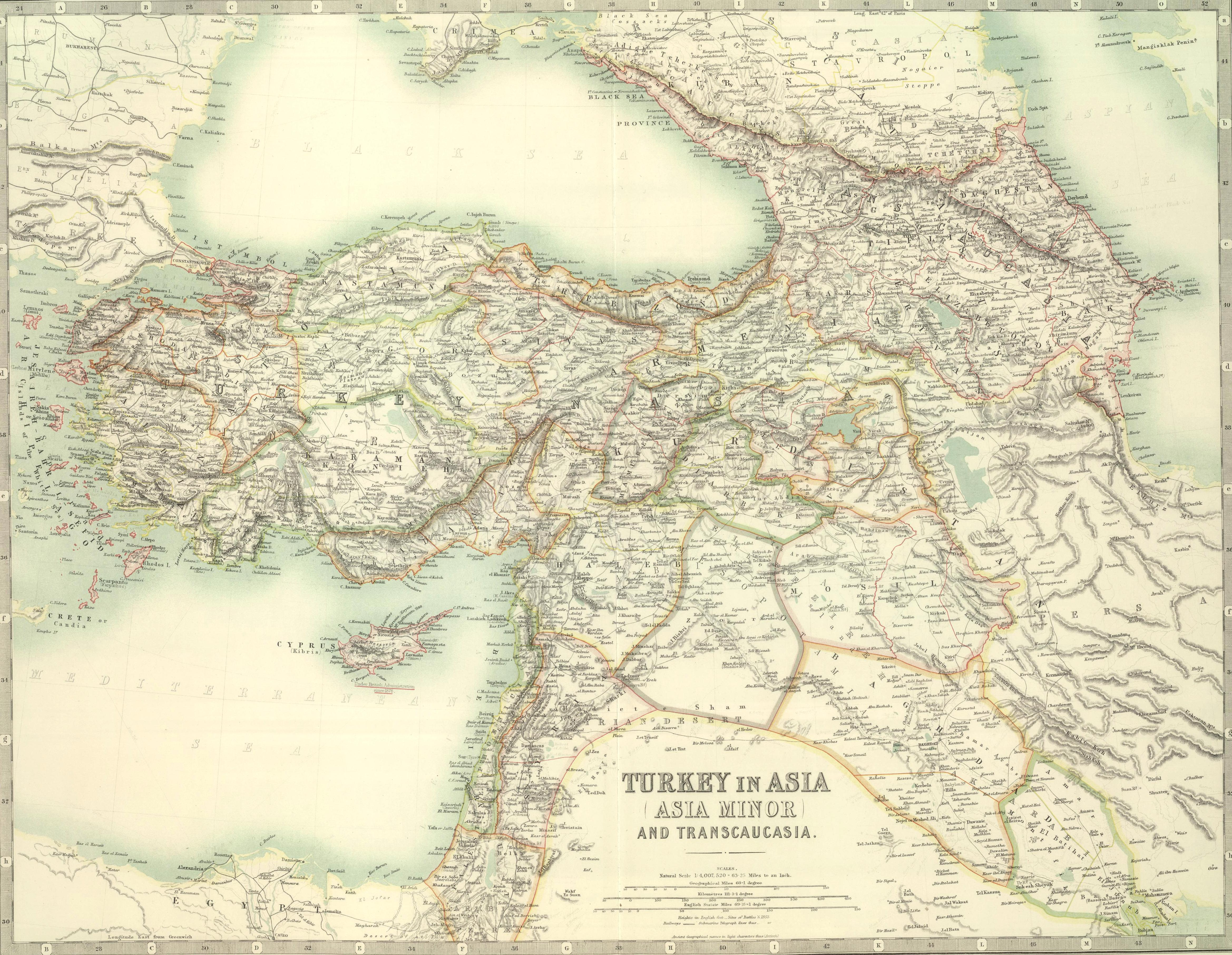
Carte ancienne en cuivre gravée de la Palestine et de la Turquie du XIXe siècle.

Cette chronologie de l'histoire de la Turquie nous donne les clés pour mieux comprendre l'histoire de la Turquie, des Seldjoukides d'Asie centrale à l'actuelle république de Turquie.

Elle ne prend pas en compte l'histoire de l'Anatolie avant la migration des turcs et les peuples qui y ont vécu. 

## Antiquité
Période des royaumes antiques d'Anatolie, unification sous la tutelle de l'Empire achéménide puis de l'Empire romain.

## Moyen Âge

### Empire byzantin
Continuateur de l'Empire romain d'Orient, l'Empire byzantin conserve Constantinople jusqu'en 1453. Plusieurs principautés arméniennes se succèdent dans l'est et le sud de l'Anatolie : le royaume arménien de Cilicie disparaît en 1375.

### Installation des Turcs en Anatolie
Conquête de l'Anatolie par les Seldjoukides à partir de 1071 et fondation du sultanat de Roum qui se divise en plusieurs beylicats.

### Le beylicat des Ottomans
- 29 juillet 1299 : instauration du beylicat ottoman par Osman Ier, avec pour capitale Söğüt.
- 6 avril 1326 : Orhan Gazi s'empare de Bursa qui devient la nouvelle capitale, aux côtés de son père Osman Ier qui ne participe cependant pas au siège en personne; Orhan succède à son père.
- 1328 : début du siège de Nicée.
- 2 mars 1331 : fin du siège et prise de Nicée par le bey Orhan; début du siège de Nicomédie.
- 1337 : Orhan prend finalement la ville de Nicomédie.
- 1342 : Orhan annexe l'actuelle province de Balıkesir jusque-là aux mains des Karasides en prenant les derniers châteaux.
- 1345 : le bey Orhan finit par conquérir les Karasides, ayant profité des querelles de succession là-bas.
- 3 février 1347 : l'empereur romain d'orient Jean VI Cantacuzène est élevé sur le trône de Constantinople avec le soutien des Ottomans.
- 1354 : chute de Gallipoli par Soliman Pacha, le fils d'Orhan, il s'agit de la toute première conquête des Ottomans en Europe; la même année, Ankara fut conquise.
- 1362 : mort de Orhan, son fils Mourad Ier lui succède.
- juillet 1362 : prise d'Andrinople par les turcs, qui appartenait alors aux Byzantins, Mourad en fait sa nouvelle capitale.
- 1366 : une expédition envoyée au secours de Byzance par Amédée VI de Savoie, cousin de Jean VI Cantacuzène, reprend Gallipoli.
- 1373 : Byzance devient vassale des Ottomans.
- 1376 : Mourad Ier reprend Gallipoli après 10 ans d'occupation chrétienne.
- 15 juin 1389 : bataille de Kosovo Polje, opposant les ottomans aux serbes et aux bosniaques, elle se termine par une victoire ottomane, mais Mourad meurt en pleine bataille et Bayezid Ier succède à son père, il fit exécuter son frère Yakub Çelebi pour éliminer toute concurrence.
- 1391 : premier siège de Constantinople.
- 1394 : Bayezid Ier reprend le siège de Constantinople.
- 25 septembre 1396 : bataille de Nicopolis, victoire de Bayezid Ier.
- 1402 : fin du second siège de Constantinople.
- 20 juillet 1402 : Bataille d'Ankara, opposant les forces du bey ottoman Bayezid Ier et celles du turco-mongol Tamerlan; victoire décisive des Timourides, Bayezid en personne est capturé par Tamerlan.
- 8 mars 1403 : mort de Bayezid Ier, début de l'interrègne ottoman.
- 5 juillet 1413 : fin de l'interrègne, Mehmet Ier unifie le pays.
- avril 1440 : Mourad II lève le siège de Belgrade, victoire de la Hongrie.
- août 1444 : Mourad II abdique, en faveur de son fils Mehmet II alors âgé de 12 ans.
- 10 novembre 1444 : bataille de Varna, victoire décisive du sultan ottoman Mourad II (alors ramené temporairement au pouvoir par le grand vizir Çandarlı Halil Pacha.
- 2 août 1446 : Mourad II remonte sur le trône pour la deuxième fois à la suite des actions d'Halil Pacha qui fomenta une révolte des janissaires, son fils Mehmet II étant jugé trop immature et incompétent pour diriger l'Empire face aux hongrois, serbes et byzantins qui y voyaient une occasion de mener à bien une nouvelle croisade contre les Ottomans.
- 18 février 1451 : Mourad II meurt à Edirne, son fils de bientôt 19 ans, Mehmet, reprend le trône dans des circonstances troublées.
- 29 mai 1453 : chute de Constantinople par les troupes de Mehmet II, devenu Mehmet le Conquérant ; il fait de la ville nouvellement conquise sa capitale impériale, cette fois, définitivement.

## Vers l'époque moderne

### Après la chute de Constantinople
- 1er juin 1453 : exécution de Çandarlı Halil Hayreddin Pacha
- 20 juin 1459 : le sultan s'empare de la ville de Smederevo et annexe le despotat de Serbie.
- 29 mai 1460 : prise de Mistra par Mehmet, annexion du despotat de Morée.
- mai 1461 : annexion de l'émirat des Jandarides par Mehmet II.
- 15 août 1461 : l'empire de Trébizonde est totalement conquis par le sultan Mehmet II.
- 12 juillet 1470 : prise de Négrepont par le sultan, qui était jusque-là aux mains des Vénitiens.
- 11 août 1473 : bataille d'Otlukbeli opposant les forces de Mehmet II en personne accompagné de ses fils Mustafa et Bayezid (futur Bayezid II) et du futur grand vizir Davud Pasha, et celles de Uzun Hasan et de ses deux commandants, des Aq Qoyunlu; la bataille se conclut sur une victoire décisive de Mehmet.
- 6 juin 1475 : le grand vizir Gedik Ahmed Pacha s'empare de Caffa sous le commandement du sultan pour sauver le khanat de Crimée des forces génoises. Face à cette campagne, Mengli Ier Giray, ancien fugitif ayant trouvé refuge à Constantinople, reconnaît officiellement la suzeraineté de la Sublime Porte sur le khanat et remonte au trône de Crimée en 1478.
- 10 janvier 1475 : bataille de Vaslui, elle oppose les forces d'Étienne III de Moldavie et celles de Suleiman Pasha, elle se termine par une victoire décisive de la Moldavie et la défaite des Ottomans.
- 26 juillet 1476 : bataille de Valea Albă, opposant une nouvelle fois les Ottomans et la Principauté de Moldavie, l'armée ottomane était commandée par Mehmed II en personne, la bataille se termine par une victoire décisive des Turcs.
- 10 août 1476 : Étienne III de Moldavie signe la paix avec le sultan, la Moldavie devient vassale des Ottomans.
- 13 octobre 1479 : bataille des Champs de Pain, victoire de la Hongrie et défaite des Ottomans
- 11 août 1480 : prise d'Otrante par Gedik Ahmed Pacha, envoyé par le sultan.
- 14 août 1480 : massacre de 813 Otrantins ayant refusé de se convertir à l'islam après la chute de leur ville.
- 3 mai 1481 : mort du sultan Mehmet II le Conquérant, son fils aîné Bayezid II monte au trône; néanmoins il se dispute le pouvoir avec son frère Cem (dit Zizim), l'autre fils de Mehmet.
- 27 mai 1481 : Zizim prend le contrôle de la ville d'İnegöl avec une armée de 4000 hommes.
- 28 mai 1481 : victoire des armées de Zizim contre celles envoyées par son frère pour le tuer, Cem se déclare sultan d'Anatolie et fait de Bursa sa capitale; il proposa à son frère de se partager l'empire, laissant seulement l'Europe à Bayezid.
- 19 juin 1481 : en réponse à cette proposition, Bayezid II, furieux, s'engagea dans une bataille décisive contre son frère non loin de la tour de Yenişehir près de Bursa; Bayezid remporte la bataille et Cem n'eut d'autre choix que de s'enfuir du sultanat vers Le Caire.
- 27 mai 1482 : Zizim assiège Konya à la suite de la proposition de son frère un an auparavant, par une lettre lui proposant 1 million d'akçes s'il arrêtait de revendiquer le trône, ce qu'il refusa; il fut rapidement forcé à se retirer vers Angora mais il envisagea de tout abandonner et s'enfuit vers Rhodes alors sous le contrôle des Hospitaliers.
- mars 1483 : Bayezid II envahit l'Herzégovine.
- janvier 1492 : le sultan autorisa les musulmans et les juifs d'Espagne, victimes des persécutions de l'inquisition espagnole, à s'établir en Turquie, accueillant ainsi 200 000 juifs; il envoya la marine turque en Espagne pour les recueillir.
- 25 août 1499 : bataille navale de Zonchio, opposant la marine ottomane de Kemal Reis et celle d'Antonio Grimani, amiral vénitien; elle se termine sur victoire décisive des Turcs.
- août 1500 : bataille de Modon, opposant une nouvelle fois les flottes de l'amiral Kemal Reis et celles des vénitiens; victoire ottomane.
- 10 septembre 1509 : séisme vers 22h à Constantinople, ayant donné naissance à un tsunami, causant la mort d'environ 5 000 personnes et plus de 10 000 blessés, et la destruction de plus d'un millier de maisons et de 109 mosquées.
- 24 avril 1512 :  Bayezid II fut contraint d'abdiquer par son fils avec l'aide des janissaires, Sélim Ier Yavuz prend le pouvoir.
- 23 août 1514 : bataille de Tchaldiran , opposant les forces du sultan ottoman Sélim Ier et celles du chah séfévide de Perse Ismail Ier; elle se termine par une victoire décisive de Sélim, qui annexe une grande partie de l'Anatolie orientale et du sud-est.
- 24 août 1516 : bataille de Marj Dabiq, opposant les forces du sultan Sélim Ier et celles du sultan mamelouk Al-Achraf Qânsûh Al-Ghûrî; victoire écrasante des Ottomans qui occupent alors tout le territoire mamelouk asiatique (excepté le Sinaï), le sultan mamelouk décède dans la bataille.
- 15 avril 1517 : Sélim Ier renverse Al-Achraf Tuman Bay qui fut exécuté plus tard dans la journée, l'Empire ottoman met fin définitivement au Sultanat mamelouk et dirige maintenant ses anciens territoires.
- 20 septembre 1520 : mort de Sélim Ier.

### Règne de Soliman le Magnifique (1520-1566): âge d'or ottoman
- 30 septembre 1520 : début du règne de Soliman le Magnifique.
- 25 juin 1521 : début du siège de Belgrade.
- 29 août 1521 : fin du siège, l'armée ottomane s'empare de Belgrade.
- 27 septembre 1529 : début du premier siège de Vienne.
- 15 octobre 1529 : le sultan lève le siège, fin du siège de Vienne.
- juin 1534 : Soliman épouse Roxelane, qui était jusqu'alors la favorite du sultan.
- 6 novembre 1553 : exécution de Sehzade Mustafa qui était le principal prétendant au trône, à cause d'une fausse lettre.
- 15 avril 1558 : décès de Roxelane.
- 6 septembre 1566 : mort de Soliman.

## XXesiècle
1914-1918 : l'Empire ottoman participe à la première guerre mondiale (allié avec l'Allemagne) l’Empire ottoman perd la guerre.
- 29 octobre 1923 : la Turquie proclame son indépendance à la suite de la guerre d’indépendance turque.

•1924 : abolition du Califat                                                 •1928: La Turquie devient laïc

## Frise chronologique
|  |